# Phép khử Gauss
Trong đại số tuyến tính, phép khử Gauss là một thuật toán có thể được sử dụng để tìm nghiệm của một hệ phương trình tuyến tính, tìm hạng (hay rank) của một ma trận, để tính ma trận nghịch đảo của một ma trận vuông khả nghịch. Phép khử Gauss được đặt theo tên của nhà toán học Đức là Carl Friedrich Gauss.
Các thao tác cơ bản trên hàng được sử dụng trong suốt thuật toán. Thuật toán có 2 phần, mỗi phần đều xem xét các hàng của ma trận theo thứ tự. Phần đầu biến ma trận về dạng hàng bậc thang trong khi phần thứ 2 biến ma trận về dạng hàng bậc thang tối giản. Phần đầu là đủ cho nhiều áp dụng.
Một thuật toán khác liên quan là Phép khử Gauss-Jordan, đưa ma trận về dạng hàng bậc thang tối giản trong 1 lần duyệt.

## Ví dụ
Giả sử mục đích là tìm và miêu tả nghiệm (nếu có) của hệ phương trình tuyến tính sau:
{\displaystyle 2x+y-z=8\quad (L_{1})}
{\displaystyle -3x-y+2z=-11\quad (L_{2})}
{\displaystyle -2x+y+2z=-3\quad (L_{3})}
Thuật toán là như sau: khử {\displaystyle x} trong tất cả các phương trình bên dưới {\displaystyle L_{1}}, sau đó khử {\displaystyle y} trong tất cả các phương trình bên dưới {\displaystyle L_{2}}. Việc này sẽ làm hệ trở thành dạng tam giác. Sau đó, sử dụng phép thay thế ngược, các ẩn số có thể được giải.
Trong ví dụ, ta khử {\displaystyle x} từ {\displaystyle L_{2}} bằng cộng {\displaystyle {\begin{matrix}{\frac {3}{2}}\end{matrix}}L_{1}} vào {\displaystyle L_{2}}, và sau đó khử {\displaystyle x} từ {\displaystyle L_{3}} bằng cộng {\displaystyle L_{1}} vào {\displaystyle L_{3}}. Công thức hóa:
{\displaystyle L_{2}+{\frac {3}{2}}L_{1}\rightarrow L_{2}}
{\displaystyle L_{3}+L_{1}\rightarrow L_{3}}
Kết quả là:
{\displaystyle 2x+y-z=8\,}
{\displaystyle {\frac {1}{2}}y+{\frac {1}{2}}z=1\,}
{\displaystyle 2y+z=5\,}
Bây giờ ta khử {\displaystyle y} từ {\displaystyle L_{3}} bằng cách cộng {\displaystyle -4L_{2}} vào {\displaystyle L_{3}}:
{\displaystyle L_{3}+-4L_{2}\rightarrow L_{3}}
Kết quả là:
{\displaystyle 2x+y-z=8\,}
{\displaystyle {\frac {1}{2}}y+{\frac {1}{2}}z=1\,}
{\displaystyle -z=1\,}
Kết quả này là một hệ phương trình tuyến tính dưới dạng tam giác, do đó phần 1 của thuật toán là xong.
Phần thứ 2, thay thế ngược, là giải cho các ẩn số trong thứ tự ngược lại. Do đó, chúng ta có thể dễ dàng thấy rằng
{\displaystyle z=-1\quad (L_{3})}
Sau đó, thế {\displaystyle z} vào {\displaystyle L_{2}}, giải dễ dàng để có
{\displaystyle y=3\quad (L_{2})}
Kế tiếp, {\displaystyle z} và {\displaystyle y} có thể được thế vào {\displaystyle L_{1}}, có thể được giải để có
{\displaystyle x=2\quad (L_{1})}
Do vậy, hệ phương trình đã được giải.
Thuật toán này dùng được trên mọi hệ phương trình tuyến tính. Có thể là hệ không thể được đưa về dạng tam giác, tuy nhiên vẫn có ít nhất một lời giải có giá trị: ví dụ, nếu {\displaystyle y} không có trong {\displaystyle L_{2}} và {\displaystyle L_{3}} sau bước thứ 1 ở trên, thuật toán sẽ không thể đưa hệ về dạng tam giác. Tuy nhiên, nó vẫn đưa hệ về dạng bậc thang. Trong trường hợp này, hệ không có nghiệm duy nhất, và sẽ có vô số nghiệm, vì nó có ít nhất một biến tự do.
Trong thực tế, người ta thường không sử dụng hệ phương trình không mà sử dụng ma trận mở rộng (dễ dàng giải trên máy tính). Sau đây là thuật toán của phép khử Gauss áp dụng trên ma trận mở rộng của hệ bên trên, bắt đầu với:
{\displaystyle {\begin{bmatrix}2&1&-1&8\\-3&-1&2&-11\\-2&1&2&-3\end{bmatrix}}}
mà, cuối cùng của phần 1 của thuật toán ta sẽ có:
{\displaystyle {\begin{bmatrix}2&1&-1&8\\0&{\frac {1}{2}}&{\frac {1}{2}}&1\\0&0&-1&1\end{bmatrix}}}
Đó là dạng bậc thang.
Cuối cùng của thuật toán, ta có được
{\displaystyle {\begin{bmatrix}1&0&0&2\\0&1&0&3\\0&0&1&-1\end{bmatrix}}}
Đó là dạng bậc thang tối giản.

## Phân tích thuật toán
Phép khử Gauss trên một ma trận n × n cần khoảng 2n3 / 3 phép tính toán. Do đó nó có độ phức tạp là {\displaystyle {\mathcal {O}}(n^{3})\,}.
Thuật toán này có thể được sử dụng trên máy tính với hàng ngàn hệ phương trình và ẩn số. Tuy nhiên, phương pháp này không thích hợp với hệ có hàng triệu phương trình. Những hệ lớn như vậy thường được giải bằng các phương pháp lặp lại (iterative method). Có những phương pháp đặc biệt nếu như hệ số theo một khuôn mẫu nào đó.
Phép khử Gauss có thể được tiến hành trên bất cứ trường nào.
Phép khử Gauss là ổn định về phương pháp số cho các ma trận đường chéo chủ yếu hay xác định dương. Cho ma trận tổng quát, phép khử Gauss là ổn định nếu như sử dụng partial pivoting.